# Keiji Ishizuka
Keiji Ishizuka (石塚 啓次?, Ishizuka Keiji; Prefettura di Kyoto, 26 agosto 1974) è un ex calciatore giapponese, di ruolo attaccante.